# Мерк (монета)
Мерк (англ. Merk) - шотландська срібна монета, що знаходилась в обігу у XVI - XVII століттях.  

## Історія

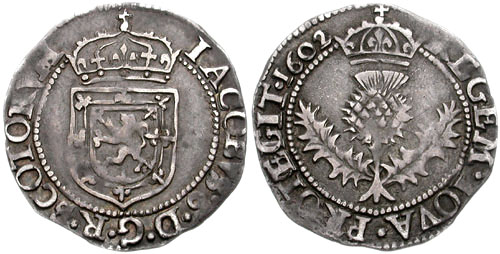
¼ мерка, 1602 року, Яків VI

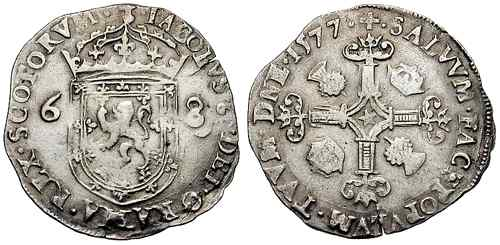
1 мерк 1577 року, Яків VI

На початку своєї історії карбування 1 мерк дорівнював 13 шилінгам  4 пенсам, тобто ⅔ шотландського фунта, або приблизно один англійський шилінг, пізніше його вартість впала до 14 шотландських шилінгів. В обігу перебували монети в ⅛, ¼, ½, 1, 2 та 4 мерки. В перших випусках монет в 1 мерк містилося 103,8 гранів щирого срібла, монети були 500 проби (див. Білон). Таким чином, мерк містив у собі 0,108125 тройської унції, або 3,3631 грами срібла. В 1681 році, в часи правління короля Англії Карла II 1 мерк став дорівнювати 14 шилінгам. 4 мерки зросли відповідно з 53 шилінгів 4 пенсів жо 56 шилінгів. За часів правління Анни Стюарт у 1707 році, був укладений Акт про Унію згідно якого Шотландія та Англія об'єдналися в єдину державу Велику Британію. Золоті пістолі карбувалися лише в 1701 році. Також для обігу карбувалися шилінги номіналами в 5, 10, 20, 40 та 60. Після об'єднання Шотландії та Англії в обіг увійшла спільна валюта.

## Таблиця співвідношення мерку до інших шотландських грошей
| Співвідношення мерку | Відповідність до інших грошових одиниць Шотландії |
| -------------------- | ------------------------------------------------- |
| 1 пістоль            | = 12 фунтів                                       |
| 1 далер              | = 4 мерки                                         |
| 1 мерк               | = 14 шилінгів                                     |
| 1 фунт / £           | = 20 шилінгів                                     |
| ¼ мерка              | = 3 шилінги 6 пенсів                              |
| 1 шилінг             | = 12 пенні                                        |
| ½ пенні              | = 6 пенсам                                        |
| 1 фурнер             | = 2 пенси                                         |